# Иванов, Сергей Григорьевич
Сергей Григорьевич Иванов (род. 10 октября 1952 года в посёлке Монино Московской области) — русский писатель-фантаст, инженер, изобретатель.

## Биография
В детстве жил в г. Николаеве Украинской ССР. В 1975 году окончил Московский инженерно-физический институт (с 2009 года — Национальный исследовательский ядерный университет «МИФИ»), специальность инженер-физик. В настоящее время живёт и работает в Риге, Латвия. Обладатель 17 авторских свидетельств на изобретения. Постоянный участник Рижского семинара писателей-фантастов под руководством В. Михайлова и ряда других, таких как «Волгакон-91», «Интерпрескон-95».

## Произведения

### Начальный период творчества
Дебютный рассказ автора «Вторжение» был опубликован в 1985 году в антологии «Хрустальная медуза». За ним последовали рассказы «По ту сторону Моста» (в антологии «Пещера отражений», 1988); «Сияющая Друза» (в сборнике «Мир в латах», 1991); «Дорога в один конец», также изданный в 1991 году. В том же 1991 году в издательстве «Радянський письменник» отдельным изданием (тираж 29 тысяч экземпляров) вышла повесть «Двойник».

### Огранда
В 1991 году большой повестью «Пока стоит лес» Сергей Иванов открыл цикл об Огранде, странном месте, в котором действуют законы магии. Между этим миром и землёй установилась связь и оттуда на землю начинают проникать её обитатели, порой очень опасные, и сами законы этого мира. Цикл включает в себя три серии произведений:
- «Погружение в Огранду» («Пока стоит лес» в антологиях «Миссионеры» и «Аманжол-90»[6] и вышедшие отдельными изданиями «Железный зверь», «Ветры империи» и «Тесен мир»[7])
- «Миро-творцы» («Мёртвый разлив», «Сезон охоты на ведьм» и «Миро-творцы», все три произведения вышли отдельными изданиями общим тиражом свыше 30 тысяч экземпляров[8])
- «Кентавр на распутье» («Кентавр на распутье» и «Союз одиночек», вышедшие отдельными изданиями и общим сборником[9])

### Крылья гремящие
Начатый в 1993 году цикл «Крылья гремящие» повествует о нашем современнике — инженере из Москвы, попавшем в облике богатыря Светлана в волшебный мир. Семь книг цикла вышли с 1993 по 2007 год общим тиражом свыше 70 тысяч экземпляров, в том числе заглавная книга серии — тиражом 30 тысяч экземпляров в издательстве «Terra Fantastica»